# Parc de les Tretze Roses
El parc de les Tretze Roses es troba al districte de Sants-Montjuïc de Barcelona, al barri de La Marina del Prat Vermell. Va ser creat el 2024 per iniciativa de l'Institut Municipal d'Urbanisme de l'Ajuntament de Barcelona. El parc està dedicat a les Tretze Roses, un grup de joves militants de les Joventuts Socialistes Unificades que van ser afusellades per la dictadura franquista a Madrid el 5 d'agost de 1939, quatre mesos després d'acabar la Guerra Civil espanyola.

## Història i descripció

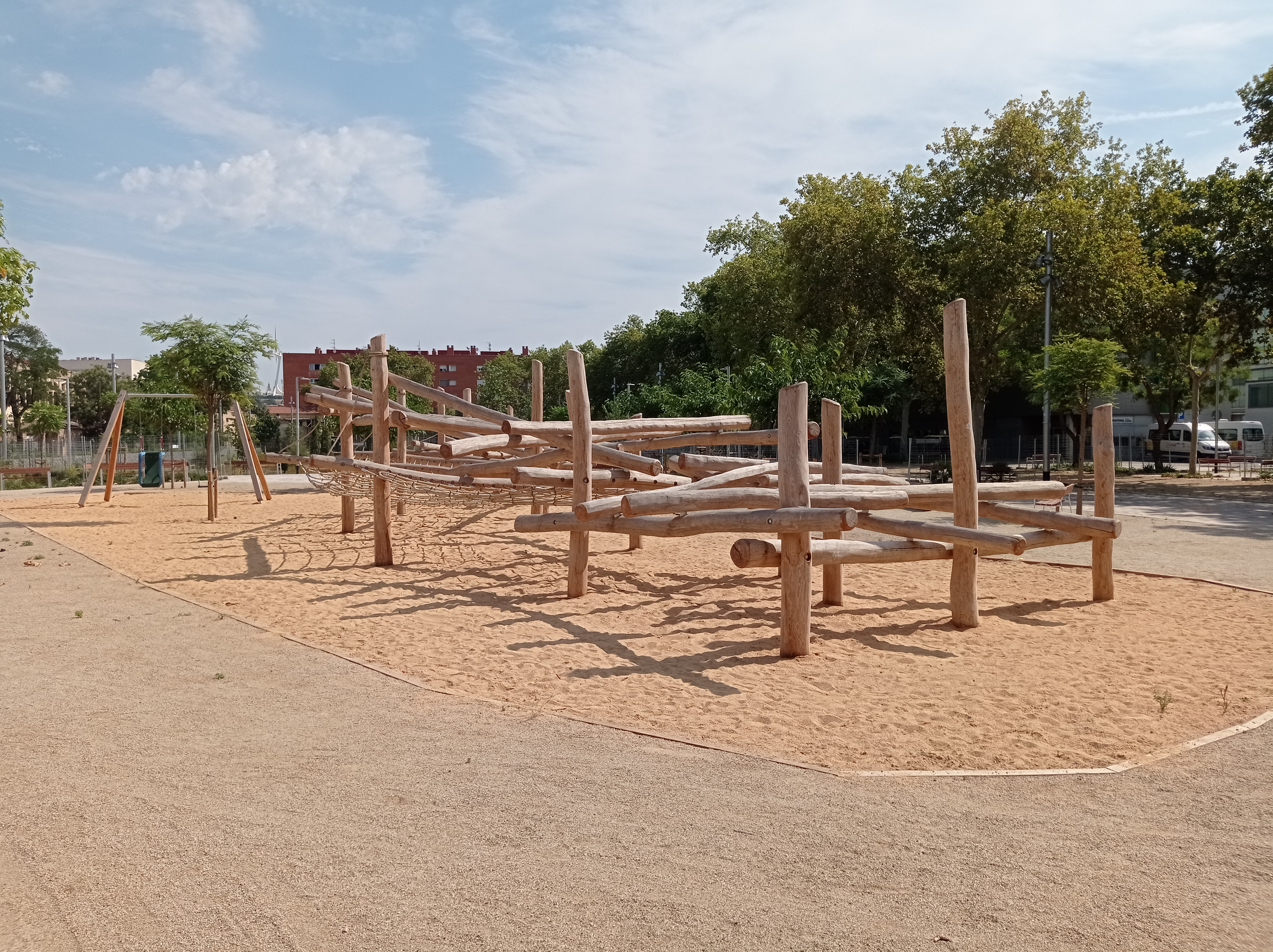
Zona de jocs infantils

El parc va ser inaugurat el 2024 com un dels elements essencials del nou barri de La Marina del Prat Vermell, antiga zona d'ús industrial i que s'ha rehabilitat per a ús residencial. En aquesta zona es trobava el grup de cases barates Eduard Aunós, construït en el 1928 per a allotjar als barraquistes de Montjuïc que van ser expulsats durant la urbanització de la muntanya per a l'Exposició Internacional de 1929.
Amb una superfície de 21 000 m², el parc compta amb una plaça central, dos prats, dos jardins i una zona de jocs infantils, de la qual destaca una gran estructura de troncs i cordes, a més dels habituals elements de mobiliari urbà, un quiosc i una pèrgola fotovoltaica. Les obres de realització del parc van durar dos anys i van comptar amb una inversió de 5,5 milions d'euros. El parc ha estat dissenyat amb criteris de sostenibilitat enfront del canvi climàtic, amb sistemes de drenatge per a aprofitar l'aigua de pluja i un sistema de reg amb aigües freàtiques.
La vegetació està composta per un centenar d'arbres, principalment mediterranis, com alzines, roures, verns i freixes, així com arbres de l'amor i cirerers del Japó, al costat d'altres espècies com l'espígol, el romaní, la margarida groga, el tamariu, el canyís, el jonc o la buguenvíl·lea.